# Косицкий, Григорий Иванович
Григорий Иванович Косицкий (1920—1988) — советский учёный и педагог, физиолог, доктор медицинских наук, профессор, член-корреспондент АМН СССР (1980). Заслуженный деятель науки РСФСР (1973). Лауреат Премии АМН СССР имени  М. П. Кончаловского (1980).

## Биография
Родился 20 августа 1920 года в городе Смела Черкасской области. 
С 1936 по 1941 год обучался в Первом Московском государственном медицинском институте. С 1941 по 1945 год в период Великой Отечественной войны служил в составе 17-й стрелковой дивизии Западного фронта в качестве младший врача, с 1942 по 1944 год — ординатор и с 1944 по 1945 год — начальник фронтового эвакогоспиталя № 4623, в период войны получил тяжёлое ранение.
С 1945 по 1949 год обучался в аспирантуре АМН СССР. С 1949 по 1958 год на научно-исследовательской работе в НИИ туберкулёза АМН СССР в должностях научный сотрудник и с 1950 по 1958 год — заведующий физиологической лабораторией. С 1958 по 1988 год на педагогической работе во Втором Московском государственном медицинском институте в должностях профессора и с 1960 по 1988 год — заведующий кафедрой физиологии.

### Научно-педагогическая деятельность
Основная научно-педагогическая деятельность Г.И.Косицкого была связана с вопросами в области физиологии и экспериментальной кардиологии. Он был одним из тех кто описал механизм регуляции деятельности внутрисердечной нервной системы и им было показано что нарушение нервной регуляции межклеточных взаимодействий в миокарде ведет к возникновению сердечных аритмий. Г. И. Косицкий являлся — председателем проблемной комиссии по физиологии Учёного совета Министерства здравоохранения РСФСР, членом Правления Всесоюзного научного общества физиологов и заместителем председателя Московского научного общества физиологов.
В 1980 году он был избран член-корреспондентом АМН СССР. Под руководством Г. И. Косицкого было написано около двухсот двадцати научных работ, в том числе шести монографий, его учебник по физиологии для медицинских высших учебных заведений, переиздавался более двенадцати раз.  Г. И. Косицкий являлся членом редакционных коллегий научно-медицинских журналов «Успехи физиологических наук» и «Кардиология», заместителем ответственного редактора редакционного отдела «Физиология» Большой медицинской энциклопедии. В 1980 году за свой труд «Превентивная кардиология» был удостоен Премии имени  М. П. Кончаловского АМН СССР.
Скончался 25 июля 1988 года. Похоронен в Москве на Хованском кладбище (участок 24е).

## Награды
- Орден Красного Знамени
- Орден Отечественной войны I степени
- Медаль «За оборону Москвы»
- Медаль «За взятие Кенигсберга»
- Медаль «За победу над Германией в Великой Отечественной войне 1941—1945 гг.»[6]